# Бобриков Микола Іванович
Микола Іванович Бобриков (нар. 15 (27) січня 1839—4 (17) червня 1904) — російський військовик, політик, державний діяч. Мав звання генерал-ад'ютанта, генерала від інфантерії, був членом Державної ради. 1898 р. призначений генерал-губернатором Фінляндії і командувачем військами Фінляндського військового округу. Проводив політику зросійщення та придушення національного руху у Фінляндії, 16 червня 1904 був вбитий фінським націоналістом Ейґеном Шауманом.

## Ранні роки
Народився 15 січня 1839 в Стрєльні; його батьки: член військово-медичного комітету, старший ординатор Петербурзького військово-сухопутного шпиталю Іван Васильович Бобриков (1798—1883) і Олександра Єгорівна вроджена Зеланд (1817—1896). Брати і сестри: Любов (1834—після 1888); правознавець, статський радник Іван (1835—1880); Надія (1837—після 1917); генерал від інфантерії, член Військово-наукового комітету, військовий письменник Георгій (1840—1924); таємний радник Олександр (1846—після 1917).
Здобув освіту в 1-му кадетському корпусі, який закінчив 30 червня 1858 р. у званні поручика у 1-му гренадерському стрілецькому батальйоні. 1 листопада 1860 р. був відряджений до лейбгвардії Уланського Його Величності полку для вивчення правил кавалерійської служби, 15 квітня 1861 р. був зарахований до цього полку корнетом і 21 квітня того ж року підвищений до поручика лейбгвардії.

## Військова кар'єра
25 серпня поступив до Миколаївської академії Генерального штабу, 17 квітня 1863 отримав звання штабс-ротмістра і 9 листопада 1864 закінчив академію та був направлений до Головного управління Генерального штабу. У 1865 був відряджений для спостереження за перевезенням по Волзі і Каспійському морю молодих солдатів, призначених з резервних батальйонів Московського і Казанського військових округів для поповнення полків Кавказького військового округу. За успішне виконання цього завдання 28 жовтня 1865 Бобриков був підвищений до звання капітана і призначений виконувачем обов'язків старшого ад'ютанта Казанського військового округу. 26 червня 1868 призначений начальником штабу 22-ї піхотної дивізії, 20 квітня 1869 став полковником.
16 жовтня 1876 полковник Бобриков був призначений до штабу Головнокомандувача Дунайською армією Миколі Миколайовичі Старшому, наступного року — виконував обов'язки помічника начальника штабу Гвардійського корпусу. На цій посаді брав участь у кампанії 1877—1878 проти турків.
1 січня 1878 Бобриків підвищений до генерал-майора (із старшинством від 30 серпня того ж року) і 14 липня зарахований до свити російського імператора. 26 лютого 1884 призначений начальником штабу військ гвардії і Петербурзького військового округу, де пробув до 1897. 30 серпня 1884 підвищений до генерал-лейтенанта.

6 грудня 1897 Бобриков став генералом від інфантерії, був призначений членом Військової ради і в тому ж році, 17 серпня, підвищений до генерал-ад'ютанта і призначений на посаду Фінляндського генерал-губернатора і командувача військами Фінляндського військового округу. 6 травня 1900 Бобриков був призначений членом Державної ради, але залишився на посаді у Фінляндії.

## Генерал-губернатор Фінляндії
Після призначення генерал-губернатором Бобриков подав Миколі II листа, в якому виклав програму своєї майбутньої діяльності у Фінляндії. Головними її пунктами були: об'єднання армії, скасування або обмеження значення статс-секретаріату, узаконення особливого порядку розгляду справ спільних для Російської імперії і Фінляндії, запровадження російської мови в Сенаті, в навчальних закладах і адміністрації, полегшення доступу росіян на службу у Фінляндії, встановлення нагляду за університетом і перегляд підручників всіх фінських навчальних закладів, скасування окремої фінської митниці і грошової системи, заснування російської урядової газети, спрощення церемоніалу відкриття сейму і перегляд положення про генерал-губернатора Великого Князівства Фінляндського, виданого у 1812 р.

Цю програму Бобриков втілював з великою послідовністю, крайньою суворістю і повним ігноруванням існуючої конституції Фінляндії. 3 лютого 1899 Бобриков випустив маніфест про порядок прийняття загальних державних законів, в 1901 р. скасована окрема фінляндська армія, а фінів почали призивати до російської армії на загальних підставах. У діловодстві Сенату була запроваджена російська мова, заснована «Фінляндська газета», навчальні заклади поставлені під пильний контроль, «нелояльні» вчителі усунені тощо. Бобриков суворо переслідував газети, багато з них закрив; у 1902 отримав особливі повноваження і на їх підставі вислав за кордон багатьох нелояльних громадських діячів.

## Вбивство
Жорстка політика русифікації Бобрикова викликала значне невдоволення й акції протесту у Фінляндії. Було зібрано більш ніж пів мільйона підписів під петицією протесту на адресу російського імператора Миколи II, але той її не прийняв. Заходи Бобрикова наштовхнулися на опір та саботаж багатьох фінів у державних установах, у Сенаті.
4 червня 1904 р. в приміщенні Фінляндського сенату  Ейґен Шауман, син фінського сенатора шведського походження, пострілом з револьвера смертельно поранив Бобрикова і сам застрелився. В ніч на 5 червня 1904 Бобриков помер. Замах Шаумана приписують рішенню шведської партії, яка не мирилася з політикою русифікації, провідником якої був Бобриков.

## Значення
Ще до вбивства 3 червня 1904 Бобриков став уособленням російської політики русифікації та придушення національних меншин імперії. Його політика зазнавала критики не лише у Фінляндії, а й у Росії, де його критикували за занадто жорстокі адміністративні заходи. У Фінляндії постать Бобрикова назавжди залишилася символом іноземного гніту та використовувалася у численних антирадянських та антиросійських заходах. Так, ім'я Бобрикова згадується в одній із фінських агітаційних пісень часів Радянсько-фінської війни Njet, Molotoff.